# Puchar Świata w narciarstwie alpejskim mężczyzn 1995/1996
Puchar Świata w narciarstwie alpejskim mężczyzn sezon 1995/1996 to 30. edycja tej imprezy. Cykl ten rozpoczął się we francuskim Tignes 12 listopada 1995 roku, a zakończył 10 marca 1996 roku w norweskim Hafjell.

## Podium zawodów

### indywidualnie
| Lp                                                                   | Data              | Miejsce                | Konkurencja | Zwycięzca            | 2. miejsce                  | 3. miejsce           |
| 1.                                                                   | 12 listopada 1995 | Tignes                 | gigant      | Michael von Grünigen | Lasse Kjus                  | Urs Kälin            |
| 2.                                                                   | 17 listopada 1995 | Beaver Creek           | gigant      | Michael von Grünigen | Lasse Kjus                  | Urs Kälin            |
| 3.                                                                   | 19 listopada 1995 | Beaver Creek           | slalom      | Michael Tritscher    | Sébastien Amiez             | Alberto Tomba        |
| 4.                                                                   | 25 listopada 1995 | Park City              | gigant      | Michael von Grünigen | Lasse Kjus                  | Hans Knauß           |
| 5.                                                                   | 26 listopada 1995 | Park City              | slalom      | Andrej Miklavc       | Christian Mayer             | Fabio De Crignis     |
| 6.                                                                   | 1 grudnia 1995    | Vail                   | zjazd       | Luc Alphand          | Lasse Kjus                  | Patrick Ortlieb      |
| 7.                                                                   | 2 grudnia 1995    | Vail                   | supergigant | Lasse Kjus           | Richard Kröll               | Pietro Vitalini      |
| 8.                                                                   | 9 grudnia 1995    | Val d’Isère            | zjazd       | Luc Alphand          | Roland Assinger             | Hannes Trinkl        |
| 9.                                                                   | 10 grudnia 1995   | Val d’Isère            | supergigant | Atle Skårdal         | Lasse Kjus                  | Hans Knauß           |
| 10.                                                                  | 16 grudnia 1995   | Val Gardena            | zjazd       | Patrick Ortlieb      | Xavier Gigandet             | Luc Alphand          |
| 11.                                                                  | 17 grudnia 1995   | Alta Badia             | gigant      | Hans Knauß           | Michael von Grünigen        | Alberto Tomba        |
| 12.                                                                  | 19 grudnia 1995   | Madonna di Campiglio   | slalom      | Alberto Tomba        | Yves Dimier                 | Konrad Ladstätter    |
| 13.                                                                  | 21 grudnia 1995   | Kranjska Gora          | gigant      | Lasse Kjus           | Michael von Grünigen        | Mario Reiter         |
| 14.                                                                  | 22 grudnia 1995   | Kranjska Gora          | slalom      | Alberto Tomba        | Jure Košir                  | Sébastien Amiez      |
| 15.                                                                  | 29 grudnia 1995   | Bormio                 | zjazd       | Lasse Kjus           | Andreas Schifferer          | Ed Podivinsky        |
| 16.                                                                  | 6 stycznia 1996   | Flachau                | gigant      | Urs Kälin            | Alberto Tomba               | Michael von Grünigen |
| 17.                                                                  | 7 stycznia 1996   | Flachau                | slalom      | Alberto Tomba        | Mario Reiter                | Jure Košir           |
| 18.                                                                  | 13 stycznia 1996  | Kitzbühel              | zjazd       | Günther Mader        | Luc Alphand                 | Peter Runggaldier    |
| 19.                                                                  | 14 stycznia 1996  | Kitzbühel              | kombinacja  | Günther Mader        | Hans Knauß                  | Bruno Kernen         |
| 20.                                                                  | 14 stycznia 1996  | Kitzbühel              | slalom      | Thomas Sykora        | Alberto Tomba               | Jure Košir           |
| 21.                                                                  | 16 stycznia 1996  | Adelboden              | gigant      | Michael von Grünigen | Urs Kälin                   | Tom Stiansen         |
| 22.                                                                  | 19 stycznia 1996  | Veysonnaz              | zjazd       | Bruno Kernen         | William Besse               | Daniel Mahrer        |
| 23.                                                                  | 20 stycznia 1996  | Veysonnaz              | zjazd       | Bruno Kernen         | Luc Alphand Patrick Ortlieb |                      |
| 24.                                                                  | 21 stycznia 1996  | Veysonnaz              | kombinacja  | Marc Girardelli      | Günther Mader               | Kjetil André Aamodt  |
| 25.                                                                  | 21 stycznia 1996  | Veysonnaz              | slalom      | Sébastien Amiez      | Rene Mlekuž                 | Thomas Sykora        |
| 26.                                                                  | 23 stycznia 1996  | Valloire               | slalom      | Hans Knauß           | Atle Skårdal                | Fredrik Nyberg       |
| 27.                                                                  | 27 stycznia 1996  | Sestriere              | slalom      | Mario Reiter         | Thomas Sykora               | Thomas Stangassinger |
| 28.                                                                  | 2 lutego 1996     | Garmisch-Partenkirchen | zjazd       | Luc Alphand          | Brian Stemmle               | Peter Runggaldier    |
| 29.                                                                  | 5 lutego 1996     | Garmisch-Partenkirchen | supergigant | Werner Perathoner    | Luc Alphand                 | Patrick Wirth        |
| 30.                                                                  | 10 lutego 1996    | Hinterstoder           | gigant      | Michael von Grünigen | Urs Kälin                   | Mario Reiter         |
| 33. Mistrzostwa Świata w Narciarstwie Alpejskim 1996 – Sierra Nevada |                   |                        |             |                      |                             |                      |
| 31.                                                                  | 3 marca 1996      | Happo One              | supergigant | Peter Runggaldier    | Atle Skårdal                | Hans Knauß           |
| 32.                                                                  | 6 marca 1996      | Kvitfjell              | zjazd       | Lasse Kjus           | Günther Mader               | Kristian Ghedina     |
| 33.                                                                  | 7 marca 1996      | Kvitfjell              | supergigant | Kjetil André Aamodt  | Luc Alphand                 | Lasse Kjus           |
| 34.                                                                  | 9 marca 1996      | Hafjell                | gigant      | Urs Kälin            | Tom Stiansen                | Christophe Saioni    |
| 35.                                                                  | 10 marca 1996     | Hafjell                | slalom      | Thomas Sykora        | Sébastien Amiez             | Jure Košir           |

## Końcowa klasyfikacja generalna
| Miejsce | Zawodnik             | Punkty |
| ------- | -------------------- | ------ |
| 1.      | Lasse Kjus           | 1216   |
| 2.      | Günther Mader        | 991    |
| 3.      | Michael von Grünigen | 880    |
| 4.      | Luc Alphand          | 839    |
| 5.      | Alberto Tomba        | 766    |
| 6.      | Hans Knauß           | 748    |
| 7.      | Fredrik Nyberg       | 673    |
| 8.      | Mario Reiter         | 667    |
| 9.      | Urs Kälin            | 601    |
| 10.     | Kjetil André Aamodt  | 560    |

### Zjazd (po 9 z 9 konkurencji)
| Miejsce | Zawodnik        | Punkty |
| ------- | --------------- | ------ |
| 1.      | Luc Alphand     | 577    |
| 2.      | Günther Mader   | 407    |
| 3.      | Patrick Ortlieb | 359    |
| 4.      | Lasse Kjus      | 343    |
| 5.      | Bruno Kernen    | 325    |

### Supergigant (po 6 z 6 konkurencji)
| Miejsce | Zawodnik          | Punkty |
| ------- | ----------------- | ------ |
| 1.      | Atle Skårdal      | 312    |
| 2.      | Hans Knauß        | 267    |
| 3.      | Lasse Kjus        | 264    |
| 4.      | Luc Alphand       | 262    |
| 5.      | Peter Runggaldier | 239    |

### Slalom gigant (po 9 z 9 konkurencji)
| Miejsce | Zawodnik             | Punkty |
| ------- | -------------------- | ------ |
| 1.      | Michael von Grünigen | 739    |
| 2.      | Urs Kälin            | 601    |
| 3.      | Lasse Kjus           | 475    |
| 4.      | Fredrik Nyberg       | 338    |
| 5.      | Hans Knauß           | 306    |

### Slalom (po 9 z 9 konkurencji)
| Miejsce | Zawodnik        | Punkty |
| ------- | --------------- | ------ |
| 1.      | Sébastien Amiez | 539    |
| 2.      | Alberto Tomba   | 490    |
| 3.      | Thomas Sykora   | 446    |
| 4.      | Mario Reiter    | 384    |
| 5.      | Jure Košir      | 381    |

### Kombinacja (po 2 z 2 konkurencji)
| Miejsce | Zawodnik           | Punkty |
| ------- | ------------------ | ------ |
| 1.      | Günther Mader      | 180    |
| 2.      | Marc Girardelli    | 100    |
| 3.      | Alessandro Fattori | 90     |
| 4.      | Hans Knauß         | 80     |
| 5.      | Kristian Ghedina   | 76     |

### Drużynowo
| Miejsce | Kraj       | Punkty |
| ------- | ---------- | ------ |
| 1.      | Austria    | 5610   |
| 2.      | Szwajcaria | 3846   |
| 3.      | Włochy     | 3628   |
| 4.      | Norwegia   | 3342   |
| 5.      | Francja    | 2571   |